# Салянова, Аида Женишбековна
Аида Женишбековна Салянова (кирг. Салянова Аида Жеңишбековна; род. 6 августа 1972, Нарын) — киргизский государственный и политический деятель, юрист и правовед. Депутат Жогорку Кенеша Кыргызской Республики VI-созыва (2015—2018), Генеральный прокурор Кыргызстана (2011—2015), министр юстиции Кыргызской Республики (2010), государственный советник юстиции 3 класса. На данный момент возглавляет организацию «Инновационные проекты с Аидой Саляновой», кандидат юридических наук.

## Биография
Аида Салянова родилась в 1972 году, в 1991 году поступила на специальность «правоведение» во Фрунзенский техникум, в 1996 окончила уже юридический факультет Кыргызского национального университета.
Трудовую деятельность Салянова начала преподавателем по правоведению в различных вузах, с 1997 по 2005 годы работала экспертом в юридическом отделе Жогорку Кенеша, после чего возглавила отдел Комитета Жогорку Кенеша по конституционному законодательству, государственному устройству и судебно-правовой реформе. Кандидат юридических наук, доцент.
После событий 2010 года была четыре месяца министром юстиции, потом полномочным представителем президента
Розы Отунбаевой в парламенте, в 2011 году была назначена на должность генерального прокурора.
20 января ГКНБ сообщил о проведении следствия по делу, в котором фигурирует муж Саляновой — Бакыт Абдыкапаров. До этого про супруга Саляновой в обществе тоже ходили разные разговоры. Однако сама генпрокурор заявляла, что муж всегда поддерживает её деятельность. У Аиды Саляновой растут сын и дочь.
Краткая биография Саляновой:
В 1991 году окончила Фрунзенский техникум советской торговли.
В 1996—1997 гг. работала в Чуйском университете, Кыргызском национальном университете преподавателем.
1997—2005 гг. — Жогорку Кенеш КР, эксперт экспертно-юридического отдела.
В 2000 г. стала кандидатом юридических наук, доцент.
2005—2008 гг. — Жогорку Кенеш КР, заведующая отделом по конституционному законодательству, государственному устройству, законности и судебно-правовой реформе ЖК КР.
2008—2010 гг. — Министерство юстиции КР, статс-секретарь.
14 июля 2010 — 20 декабря 2010 — Министр юстиции КР.
20 декабря 2010 — 31 марта 2014 — Полномочный представитель Президента Кыргызстана в Жогорку Кенеше.
14 апреля 2011 — 22 января 2015 — Генеральный прокурор Кыргызской Республики.
4 октября 2015 — 8 февраля 2018 — депутат Жогорку Кенеша VI созыва.
Является Государственным советником юстиции 3 класса.
6 ноября 2017 года её младший брат Улан был застрелен. Личность убийцы неизвестна.
Замужем, воспитывает сына и двух дочерей.

## Дело Аиды Саляновой
26 декабря 2016 года на бывшего генерального прокурора и министра юстиции, депутата парламента от фракции «Ата Мекен» Аиду Салянову завели уголовное дело. Генеральная прокуратура и ГКНБ считали, что, будучи главой Минюста, Салянова якобы незаконно возобновила адвокатскую лицензию Алексею Елисееву, находящемуся в розыске после апрельских событий 2010 года.
13 марта 2017 года по итогам допроса в ГКНБ депутату Жогорку Кенеша Аиде Саляновой предъявили обвинение, избрав меру пресечения в виде подписки о невыезде. Судебные процессы по этому делу начались в конце мая. 20 сентября 2017 года прокуроры попросили для неё восемь лет тюрьмы с конфискацией имущества. Районный суд признал Салянову виновной и приговорил к пяти годам тюрьмы с отсрочкой до достижения её ребёнком 14-летнего возраста. Бишкекский горсуд оставил решение первой инстанции в силе.
Салянову лишили мандата депутата парламента Кыргызстана.

## Награды
- Почётная Грамота Кыргызской Республики (2007)
- Почётная Грамота Министерства юстиции КР
- Отличник юстиции Кыргызской Республики
- Именные часы Президента Кыргызской Республики (29 ноября 2011 года) — за значительный вклад в поступательное и устойчивое развитие и становление государственной власти[1].
- Почётная грамота Совета МПА СНГ (28 ноября 2013 года, Межпарламентская ассамблея СНГ) — за активное участие в деятельности Межпарламентской Ассамблеи и её органов, вклад в укрепление дружбы между народами государств — участников Содружества Независимых Государств[2]
- Орден «Манас» II степени (2014)

## Выступления в СМИ
- Аида Салянова: «Для эффективной борьбы с коррупцией в Кыргызстане нужно изменить сознание людей». 11/04/12 16:45, Бишкек — ИА «24.kg», Ислам ДУВАНАЕВ (недоступная ссылка)
- Салянова: «Право превыше всего» Генеральный прокурор Кыргызстана Аида Салянова дала эксклюзивное интервью радио «Азаттык». Султан Жумагулов, Время публикации: 16.08.2011
- «Парламент — самый открытый институт власти», Специализированный ежемесячный журнал «ЮРИСТ» Март, № 3, 2011 г. Беседу ведет Торгын НУРСЕИТОВА
- Интервью Генерального прокурора Кыргызской Республики А.Саляновой информационному агентству «Чалкан. KG». Лейла Саралаева. Дата публикации в ИА «Чалкан. KG»: 20.07.2012 (недоступная ссылка)